# 阿蠓属
阿蠓属（学名：Alluaudomyia）是雙翅目蠓科蠓亚科蠓族的一属昆虫。雌性成虫常捕食摇蚊成虫；幼虫栖息在池塘、沼泽、湿地、树洞及溪流、河流和湖泊等水体中，捕食摇蚊、蚊虫及铗蠓的幼虫。广泛分布于世界各地，已知有201种。